# Namoudjogo
Namoudjogo (ou Nammjoni, Namoudjoga, Namouyogo, Namunjog) est une petite ville du Togo.

## Géographie
Namoudjogo est située à environ 72 km de Dapaong, dans la région des Savanes.

## Vie économique
- Marché traditionnel le samedi
- Coopérative paysanne
- Marché au bétail

## Lieux publics
- École primaire
- Lycée disposant depuis octobre 2016, d'une salle de formation à l'informatique, équipée de 20 ordinateurs reconditionnés fonctionnant sous Emmabuntüs 3 fournis par l'A.S.I. YovoTogo[1].

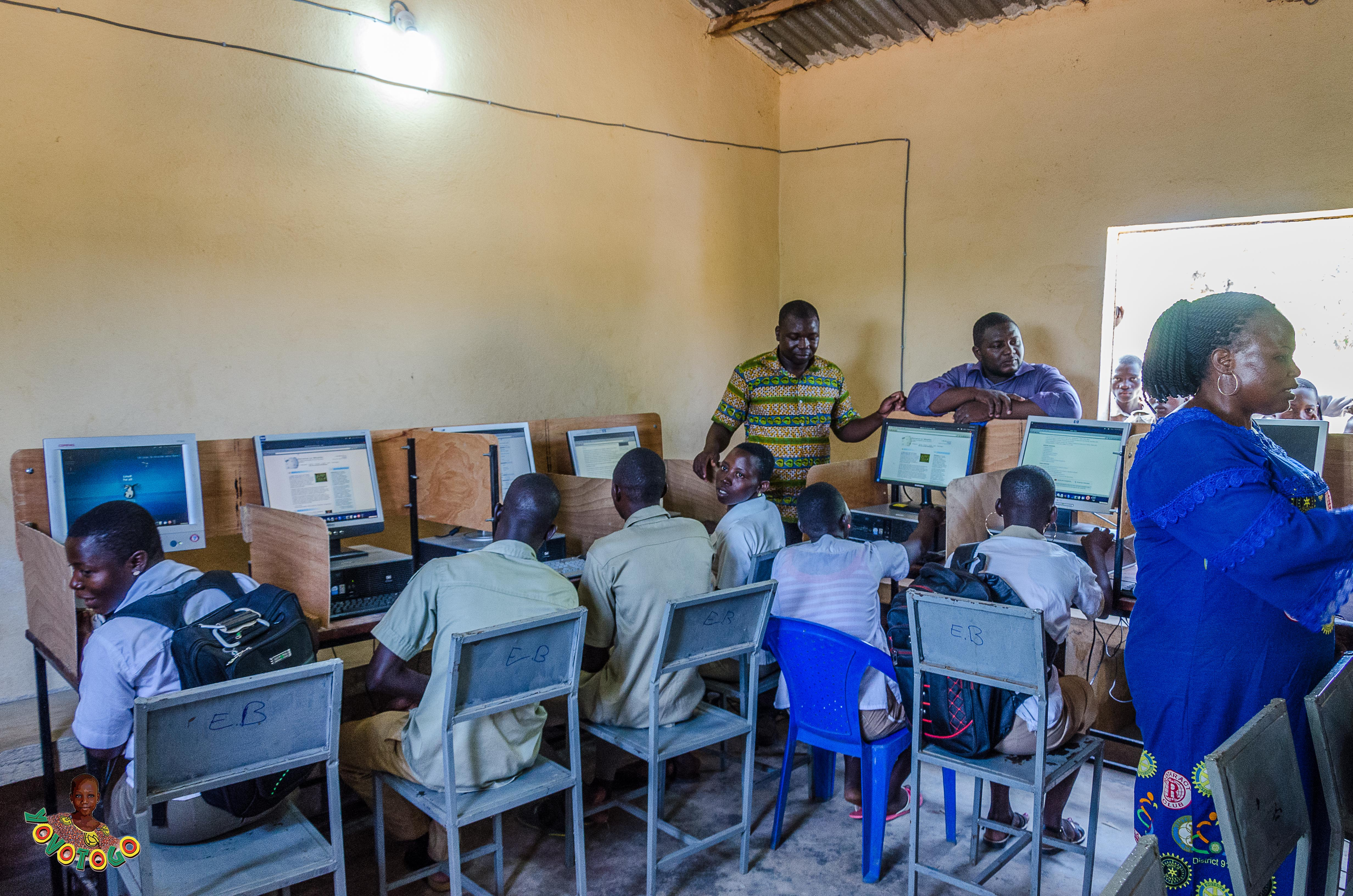
Inauguration de la salle informatique composée de 20 ordinateurs reconditionnés sous Emmabuntüs.

## Monuments et sites
- Peintures rupestres